# تیم ملی فوتبال زیر ۱۹ سال سوئد
تیم ملی فوتبال زیر ۱۹ سال سوئد (سوئدی: svenska juniorlandslaget i fotboll) تحت نظر اتحادیه فوتبال سوئد فعالیت می‌کند و نماینده کشور سوئد در مسابقات بین‌المللی فوتبال در این رده سنی است.